# Saint-Sauveur (Górna Garonna)

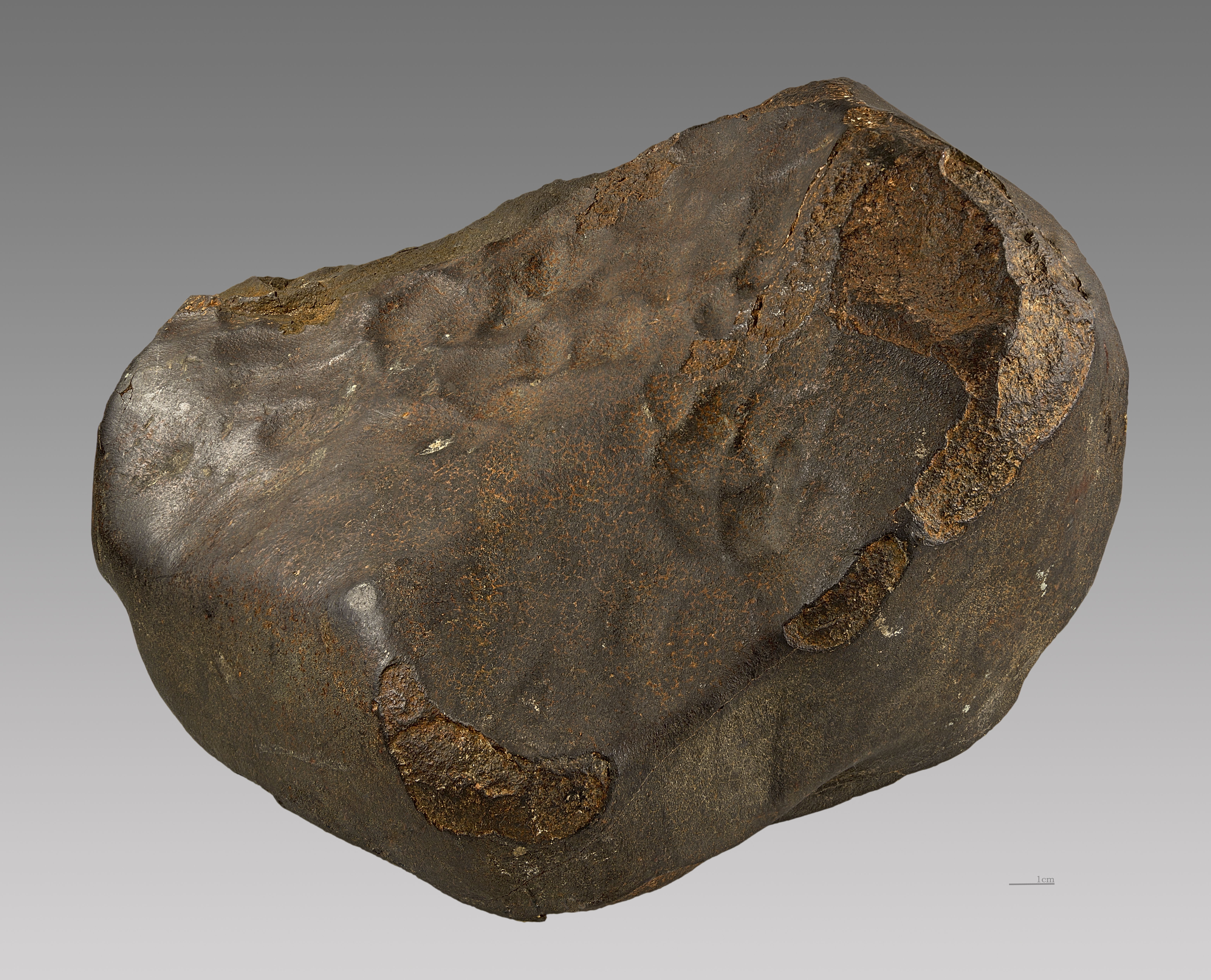
Chondrite EH5 « Saint-Sauveur »

Saint-Sauveur – miejscowość i gmina we Francji, w regionie Oksytania, w departamencie Górna Garonna.
Według danych na rok 1990 gminę zamieszkiwało 1159 osób, a gęstość zaludnienia wynosiła 165 osób/km² (wśród 3020 gmin regionu Midi-Pireneje Saint-Sauveur plasuje się na 300. miejscu pod względem liczby ludności, natomiast pod względem powierzchni na miejscu 1325.).
Kościół St Saviour, zabytkiem historycznym.

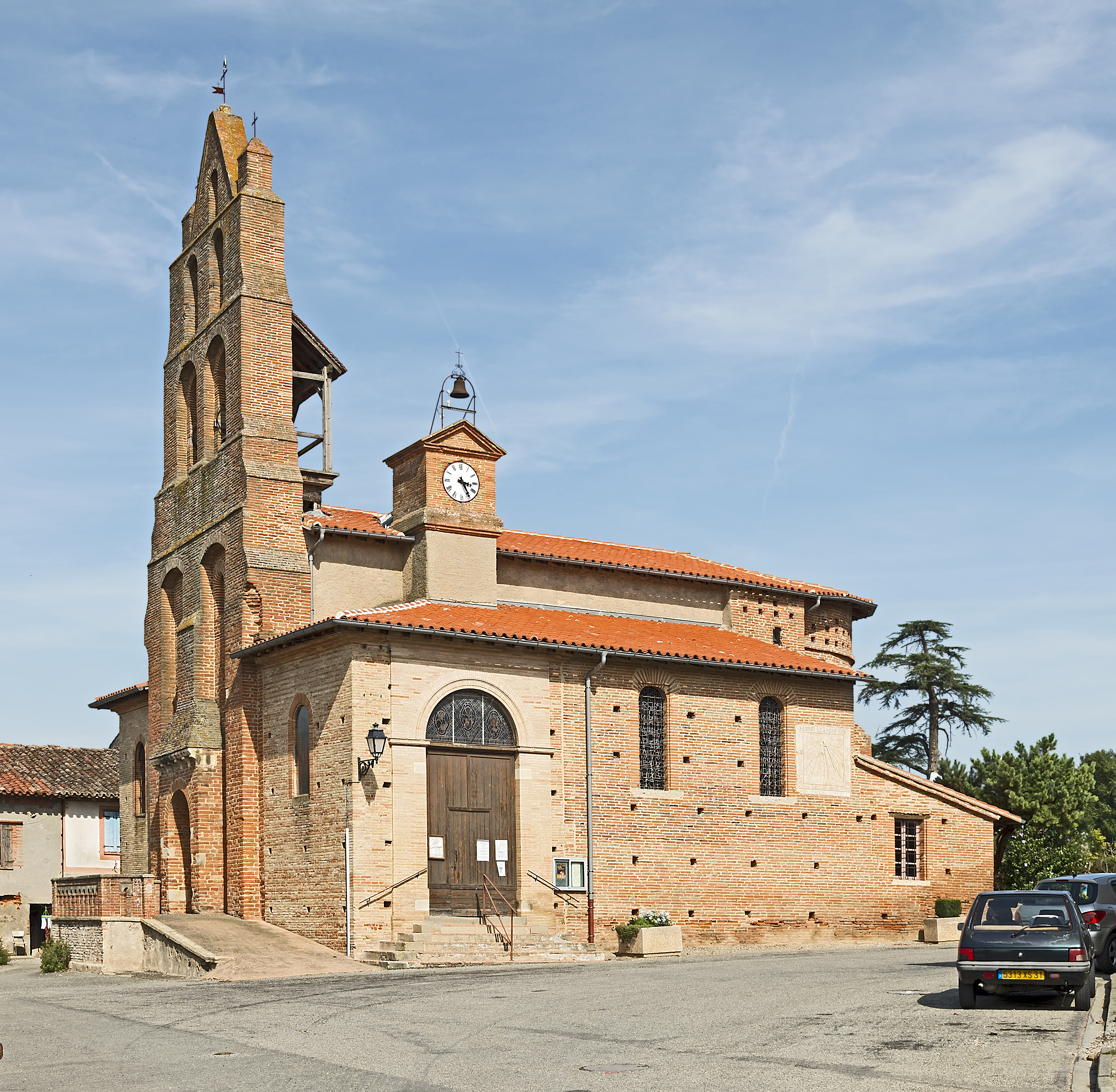
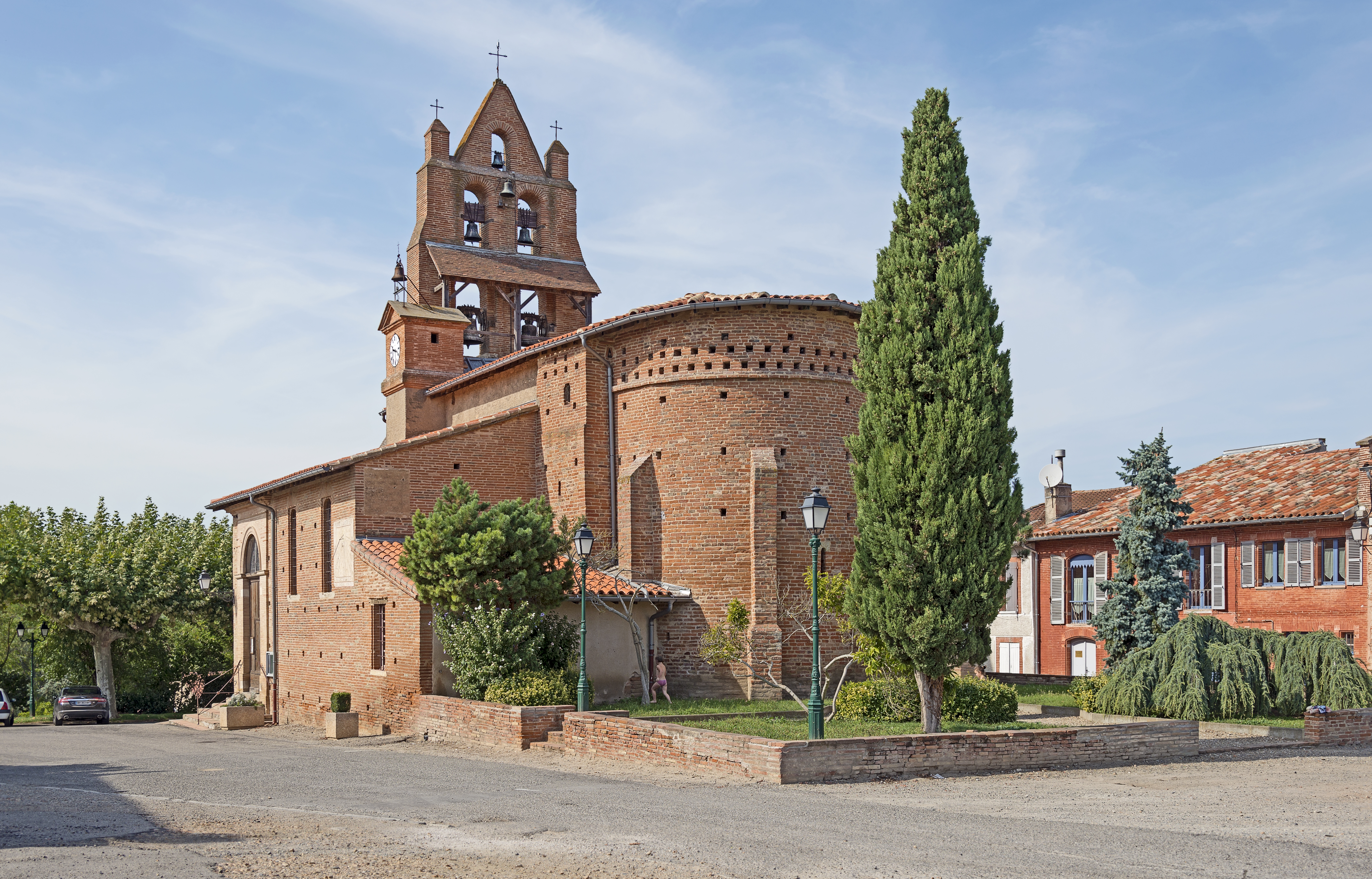
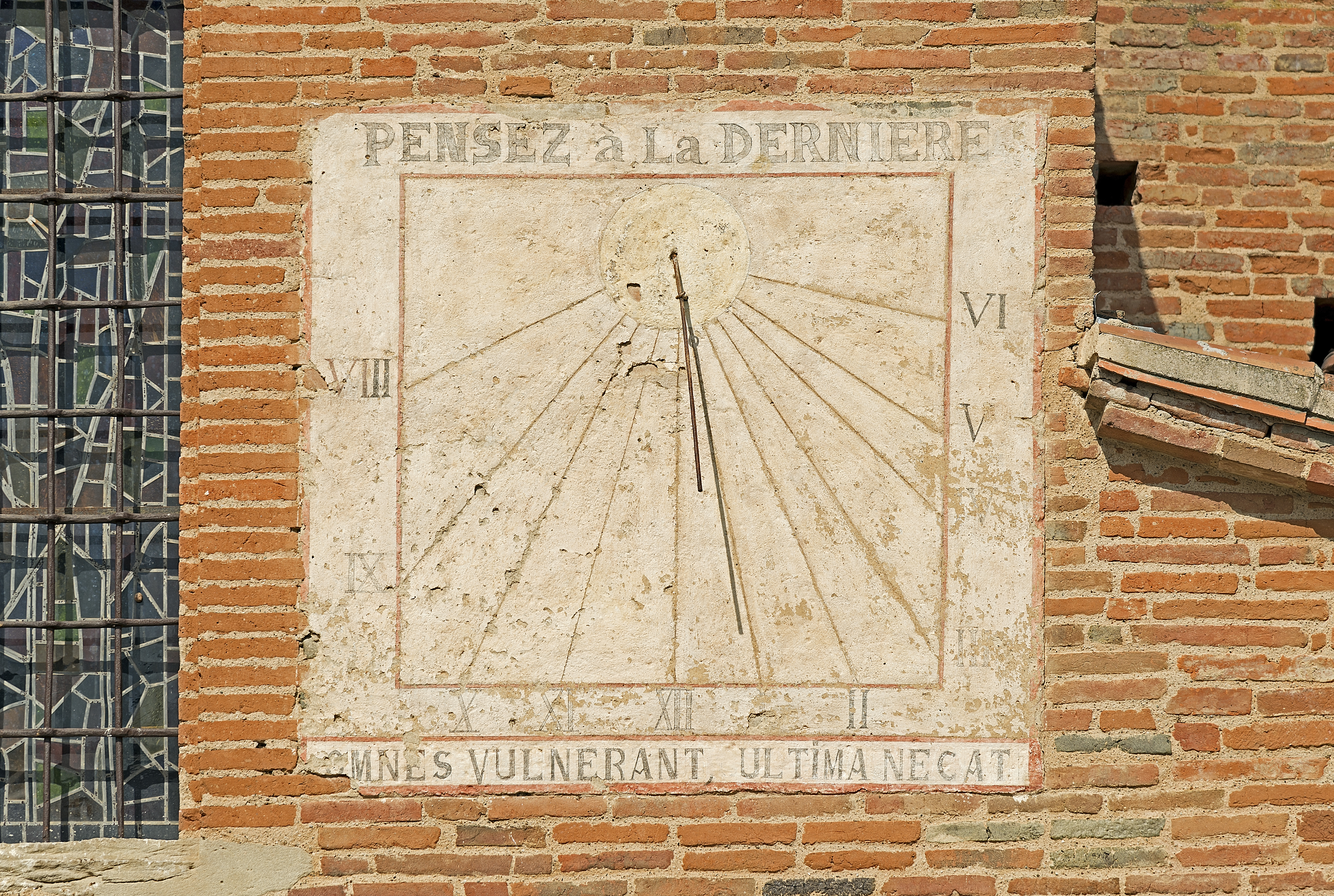